# Osaka Gas
Osaka Gas — ключевой поставщик газа в японском регионе Кинки. Является второй по величине газовой компанией Японии, уступая только Tokyo Gas и занимая долю рынка в 24 %. Помимо поставок природного газа осуществляет поставки электроэнергии, сжиженного природного и нефтяного газа, тепловой энергии и проч. Штаб-квартира располагается в Осаке.
В списке крупнейших компаний мира Forbes Global 2000 за 2022 год заняла 1436-е место (941-е по размеру выручки, 1648-е по чистой прибыли, 1418-е по активам).

## История
Osaka Gas Co., Ltd. была основана в апреле 1897 года с капиталом ¥350 тысяч. Однако деятельность по поставкам газа была начата в 1905 году в Осаке.
В 1933 году построено здание головного офиса.
В 1945 году компания объединяется с 14 другими газовыми компаниями региона Кинки.
В 1947 году основана Liquid Gas Co., Ltd., в 1949 году — Osaka Gas Chemicals Co., Ltd., в 1965 — Urbanex Co., Ltd.
В 1971 году завершено строительство СПГ-терминала Senboku. В 1972 году начинаются поставки сжиженного газа на этот терминал из Брунея. В 1977 году завершается строительство второй очереди терминала Senboku.
В 1983 году создаётся Osaka Gas Information System Research Institute Co., Ltd.
В 1984 году введён в эксплуатацию терминал Himeji.
В марте 1988 года клиентская база компании перевалила 5-миллионную отметку. 6-миллионная отметка была пройдена в октябре 1996 года.
В 1999 году создаётся OG Capital Co., Ltd.
В 2000 году компания входит в капитал Nissho Iwai Petroleum Gas Corporation.

## Собственники и руководство
Osaka Gas Co., Ltd. является публичной японской компанией, акции которой обращаются на Токийской (TYO) и Осакской (OSX) фондовых биржах.
На 31 марта 2015 г. около 36,7 % акционерного капитала Osaka Gas принадлежали японским банкам и страховым компаниям, 26,9 % — иностранным юридическим лицам, 7,6 % — японским компаниям нефинансового сектора, 1,6 % — японским инвестиционным компаниям. 27 % акционерного капитала Osaka Gas принадлежало физическим лицам. Крупнейшими акционерами компании являлись японские Nippon Life Insurance Company (4,62 % акционерного капитала Osaka Gas), Japan Trustee Services Bank, Ltd. (4,09 %), The Master Trust Bank of Japan, Ltd. (3,97 %), The Bank of Tokyo-Mitsubishi UFJ, Ltd. (3,36 %), Resona Bank (2,53 %), Aioi Insurance Company, Ltd. (1,43 %), Meiji Yasuda Life Insurance Company (1,40 %), а также американские State Street Bank (1,31 %) и The Bank of New York Mellon (1,24 %).

## Деятельность
Основными направлениями деятельности группы компаний Osaka Gas является импорт СПГ, его регазификация и поставка природного газа японским потребителям. Группа также занимается выработкой электроэнергии на своих газовых теплоэлектростанциях. Кроме того, Osaka Gas импортирует и продает сжиженный нефтяной газ (пропан-бутан), а также занимается неэнергетическим бизнесом.
Osaka Gas владеет и оперирует двумя СПГ-терминалами в Японии — Senboku (регазификационная мощность — 1,78 тыс. т СПГ в час) и Himeji (мощность — 0,6 тыс. т СПГ в час). Группа владеет шестью СПГ-танкерами (метановозами). В собственности Osaka Gas находится более 60 тыс. км распределительных газопроводов.
В сфере электроэнергетики компании принадлежат 8 тепловых электростанций (1578 МВт) и 3 ветряные электростанции (46 МВт) в Японии, а также 13 тепловых станций (1334 МВт) и 1 ветряная (53 МВт) за пределами страны. Совокупные энергетические мощности компании составляют 3011 МВт.
Osaka Gas импортирует СПГ из Индонезии, Катара, Малайзии, Брунея, Австралии, Омана, а с 2009 года и из России. В 2015 году компания импортировала 7,9 млн т СПГ (9 % всего импорта СПГ Японии).
Компания инвестирует совместно с партнёрами в добывающие активы по всему миру — в Австралии, Индонезии, Омане, Норвегии и Канаде.
В Австралии компания является миноритарным акционером действующего завода СПГ «Горгон» (Gorgon LNG, первая линия запущена в начале 2016 г., доля Osaka Gas — 1,0 %) и строящегося завода СПГ «Ихтис» (Ichthys LNG, п. Дарвин, доля Osaka Gas — 1,20 %).